# Vallen

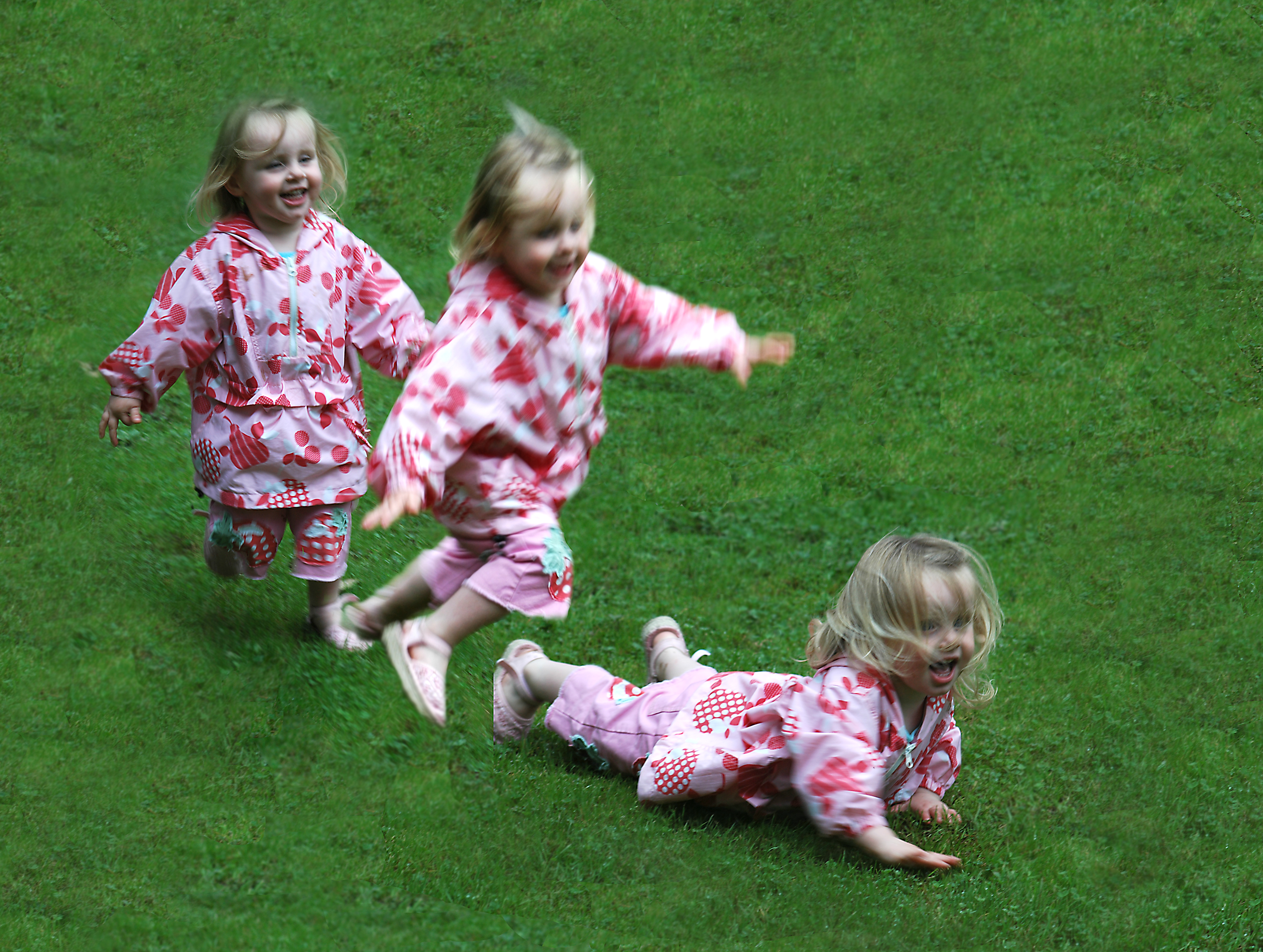
Vallen is iets wat vaak gebeurt bij kinderen, maar het kan vooral bij ouderen gevaren met zich meebrengen.

Vallen is een beweging onder invloed van de zwaartekracht. Dit wordt vaak gevolgd door een botsing met de grond. Als dit onbedoeld gebeurt is er sprake van een ongeval/ongeluk(je), waarbij een persoon of voorwerp letsel/schade kan oplopen, zowel in het geval dat de persoon of het voorwerp valt als wanneer iets op een persoon of voorwerp valt.
Bij potentieel gevaar voor vallen kan een borging/zekering het gevaar verkleinen. 
Omvallen is het kantelend vallen van een persoon of voorwerp dat eerst overeind staat. Als het een open houder van een vloeistof is (kopje, glas, emmer) vloeit die eruit. Een borging van een persoon tegen omvallen is bijvoorbeeld het vasthouden van een trapleuning, rollator, wandelstok of een daarvoor aangebrachte stang in het openbaar vervoer. In figuurlijke zin betekent omvallen failliet gaan.
Bij een hoogteverschil kan een persoon of voorwerp van het hogere niveau afvallen. Een balustrade vormt voor personen een barricade om dit te voorkomen.

## Vallen bij ouderen
Met 6200 doden in 2022 (17 per dag) is vallen de meest voorkomende niet-natuurlijke doodsoorzaak in Nederland, gevolgd door zelfdoding (1900 per jaar) en verkeersongevallen (772). En dit aantal van 6200 is een stijging van 15% t.o.v. 2021; toen ging het om 5400 personen. Bijna 80 procent van alle slachtoffers is 80 jaar of ouder en vrouwen overlijden vaker door een val dan mannen. Het aantal sterfgevallen nam vooral toe onder 90-plussers en bij mensen met een hersenaandoening, zoals dementie. De toename van het aantal fatale vallen gaat samen met de groei van het aantal ouderen in Nederland, maar het aantal dodelijke vallen stijgt sneller dan de vergrijzing. In 2010 kwamen nog 17,5 op de 100.000 inwoners om door een val. In 2022 was dat gestegen tot 35,2 op de 100.000 inwoners. Val-therapie of valpreventie kan helpen, blijkt uit onderzoek. Hierbij doen mensen iets aan hun beweging, aan hun reactiesnelheid en angst. Angst om te vallen is namelijk ook een groot probleem onder ouderen, waardoor sommigen nauwelijks nog de deur uitkomen en hun isolement toeneemt.

### Valrisico's
De oorzaak van een val kan intrinsiek (door de persoon zelf) of extrinsiek (door een oorzaak in de nabije omgeving) zijn. Belangrijke intrinsieke factoren zijn bloeddruk, spierkracht maar ook mentale toestand en oog-handcoördinatie. Extrinsieke factoren zijn dan bijvoorbeeld daglicht, aanwezigheid van trappen, losliggende tapijten, ontbrekende leuningen, slecht schoeisel.

### Valpreventie
Het vermijden van het vallen van ouderen is een belangrijk onderdeel van de preventieve gezondheidszorg en vereist een samenwerking van verschillende disciplines zoals de geriater, de verpleegkundige, de kinesist en de ergotherapeut. Belangrijk is dat de oudere zorgvrager zelf het belang inziet van actieve valpreventie. Lichaamsbeweging versterkt zowel kracht als evenwicht en verlaagt de angst om te vallen. Er dient wel rekening te worden gehouden met risico’s, zoals cardiovasculaire bijwerkingen en verwondingen. Evenwichtsoefeningen zouden het risico op vallen voor sommigen zelfs kunnen verhogen. 
Een Cochrane review van 2019 verzamelde studies die de effectiviteit van lichaamsbeweging in valpreventie bij zelfstandig wonende ouderen onderzochten. De belangrijkste uitkomst was het aantal vallen per persoon per jaar. Men onderzocht ook of lichaamsbeweging het aantal val-gerelateerde verwondingen verlaagt en de levenskwaliteit verhoogt. Ook mogelijkse neveneffecten van de lichaamsbeweging werden bekeken. De conclusies uit dit onderzoek: Lichaamsbeweging verlaagt het aantal vallen per persoon per jaar alsook het aantal personen dat valt. Mogelijks verlaagt lichaamsbeweging het aantal valgerelateerde breuken en het aantal personen dat na een val medische zorg nodig heeft. Het is onzeker of lichaamsbeweging het aantal personen dat na een aanval opgenomen wordt in het ziekenhuis verlaagt.
Programma’s met vooral evenwichts- en functionele oefeningen verlagen het valrisico en ook programma’s met meerdere componenten lijken het valrisico te verlagen. Tai chi kan ook effectief zijn om het valrisico te verlagen, maar over het effect van krachttraining (zonder evenwichts- en functionele oefeningen), dans of wandelen blijft men onzeker. 

### Valbreken
Voor personen met een hoog valrisico zijn er speciale gecapitonneerde valbroeken. Ook wordt wel een gordelairbag gedragen. Deze wordt bij een val automatisch geactiveerd. De bedoeling is vooral dat heupbreuken worden voorkomen.